# 滋賀県道20号愛知川彦根線
滋賀県道20号愛知川彦根線（しがけんどう20ごう えちがわひこねせん）は、滋賀県愛知郡愛荘町から彦根市に至る県道（主要地方道）である。

## 概要

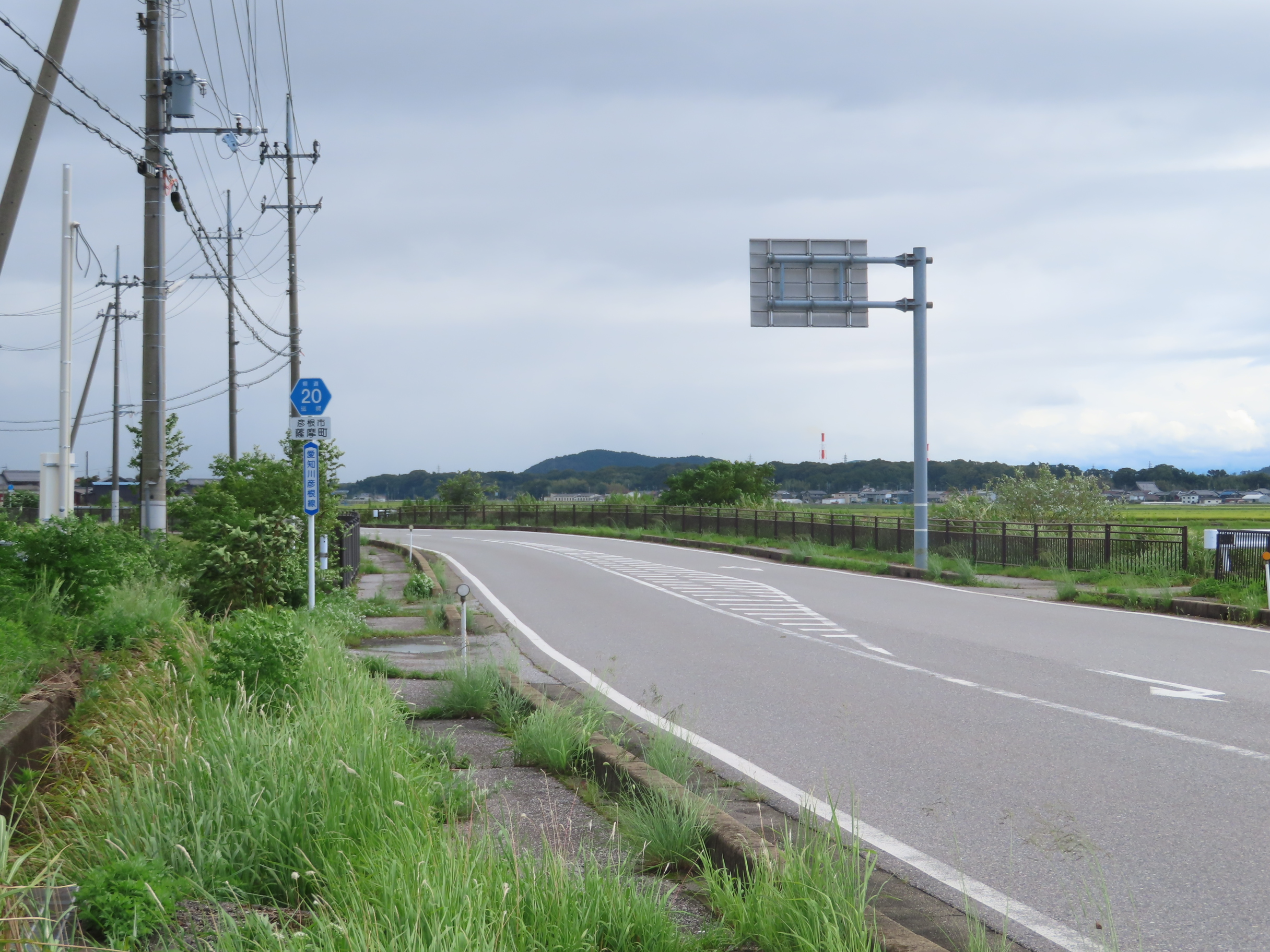
彦根市薩摩町にて（2021年9月）

滋賀県愛知郡愛荘町長野北交点を起点に彦根市柳川町交点に至る。各所で改良工事があり、新道への経路変更が行われ、認定当初の旧道はすべて市道に変更されている。
迂回路が整備され、狭かった旧道を抜ける車が減少した。

### 路線データ
- 起点：愛知郡愛荘町長野（国道8号交点）
- 終点：彦根市柳川町（滋賀県道25号彦根近江八幡線交点）

## 歴史
- 1993年（平成5年）5月11日 - 建設省から、主要地方道愛知川薩摩線が愛知川彦根線として主要地方道に再指定される[1]。
- 2022年（令和4年）3月5日 - 彦根市野良田町 - 同市彦富町にてJR琵琶湖線との立体交差（アンダーパス）を含む区間 (584 m) が開通[2]。

## 地理

### 通過する自治体
- 愛知郡愛荘町
- 彦根市

### 交差する道路
- 国道8号（愛知郡愛荘町長野・長野北交差点、起点）
- 滋賀県道206号神郷彦根線（愛知郡愛荘町長野）
- 滋賀県道204号稲枝沢線（彦根市野良田町）
- 滋賀県道2号大津能登川長浜線 彦根道（＝朝鮮人街道）（彦根市彦富町）
- 荒神山通り
- 滋賀県道194号柳川能登川線（彦根市普光寺町）
- 滋賀県道25号彦根近江八幡線 湖岸道路（＝さざなみ街道）（彦根市柳川町、終点）

### 沿線にある施設など
- ふれあいスポーツ公園
- 西日本旅客鉄道（JR西日本）琵琶湖線 稲枝駅
- ナイキ 彦根工場
- みずほ文化センター
- 近畿化学
- JAカントリーエレベーター